# Milot
Milot (alb. Milot lub Miloti) – miasto w północno-zachodniej Albanii, na prawym brzegu rzeki Mat, położone w gminie Milot, okręgu Kurbin i obwodzie Lezha. Miasto liczy 4334 mieszkańców (2010) i stanowi centrum administracyjne komuny (gminy) Milot, w skład której wchodzi miasto i 12 okolicznych wsi. Na terenie komuny mieszka łącznie 13 317 osób.
2 września 1457 w okolicach Milotu rozegrała się jedna z największych bitew Skanderbega z armią osmańską, nazywana bitwą na równinie Albulena. W 1900 powstała w Milocie jedna z pierwszych szkół z językiem albańskim, utworzona przez stowarzyszenie Bashkimi. W 1916 okupujące północną Albanię oddziały armii austro-węgierskiej wybudowały drogę biegnącą z Kosowa do Milotu.
22 listopada 1944 Milot został wyzwolony spod okupacji niemieckiej. W okresie komunistycznym miasto stanowiło lokalne centrum rolniczo-przemysłowe. W Milot działała gorzelnia, a także przedsiębiorstwo produkujące materiały budowlane.
Największą wspólnotę wyznaniową w mieście stanowią katolicy. W okresie ateizacji w miejscowej spółdzielni produkcyjnej pracował ks. Shtjefën Kurti. Kościół katolicki został wzniesiony w początkach lat 90. XX w. na miejscu poprzedniego, zburzonego w latach 60.
Pobyt w Milot uwiecznił Andrzej Stasiuk w książce Jadąc do Babadag.
...spędziłem tam kiedyś ledwo godzinę i prawie nic nie zapamiętałem: niskie domy, tłum na drodze, konne zaprzęgi, był chyba dzień targowy, stare kobiety w białych szarawarach siedziały na ławkach przed chatami z kamienia i to właściwie wszystko. Jeszcze tylko podwórko przed parterowym domem, kilka stolików w cieniu drzew i wydeptana ziemia, gdzie można się było napić raki i kawy....